# Biblioteka Brytyjska
Biblioteka Brytyjska (ang. British Library, BL) – biblioteka narodowa Wielkiej Brytanii. Powstała 1 lipca 1973 roku w wyniku połączenia biblioteki Muzeum Brytyjskiego i kilku innych mniejszych bibliotek decyzją parlamentu z 1972 roku. Gmach biblioteki mieści się przy Euston Road w Londynie; otwarty został w 1998 roku. Jest to jedna z największych bibliotek świata (150 mln jednostek bibliotecznych, w tym około 25 000 000 woluminów). Roczny budżet biblioteki wynosi £100 000 000. Liczba papirusów wynosi 2651.
Biblioteka Brytyjskiego Muzeum powstała w 1753 roku na bazie prywatnego księgozbioru sir Hansa Sloane'a, w którego skład wchodziły anglo-saksońskie i łacińskie średniowieczne rękopisy. Król Jerzy II wsparł tę inicjatywę i przekazał bibliotekę królewską, którą zaczął gromadzić Edward IV, ustanowił też prawo obowiązkowego egzemplarza, dla wszystkich książek wydawanych na terenie Wielkiej Brytanii.
W 1823 roku księgozbiór muzeum został uzupełniony księgozbiorem króla Jerzego III. W 1850 roku w gmachu Muzeum Brytyjskiego otwarta została czytelnia. W XX wieku biblioteka została wzbogacona w stare buddyjskie teksty z Dunhuang, Kodeks Synajski, rękopisy hebrajskie, syryjskie, koptyjskie i wiele innych.

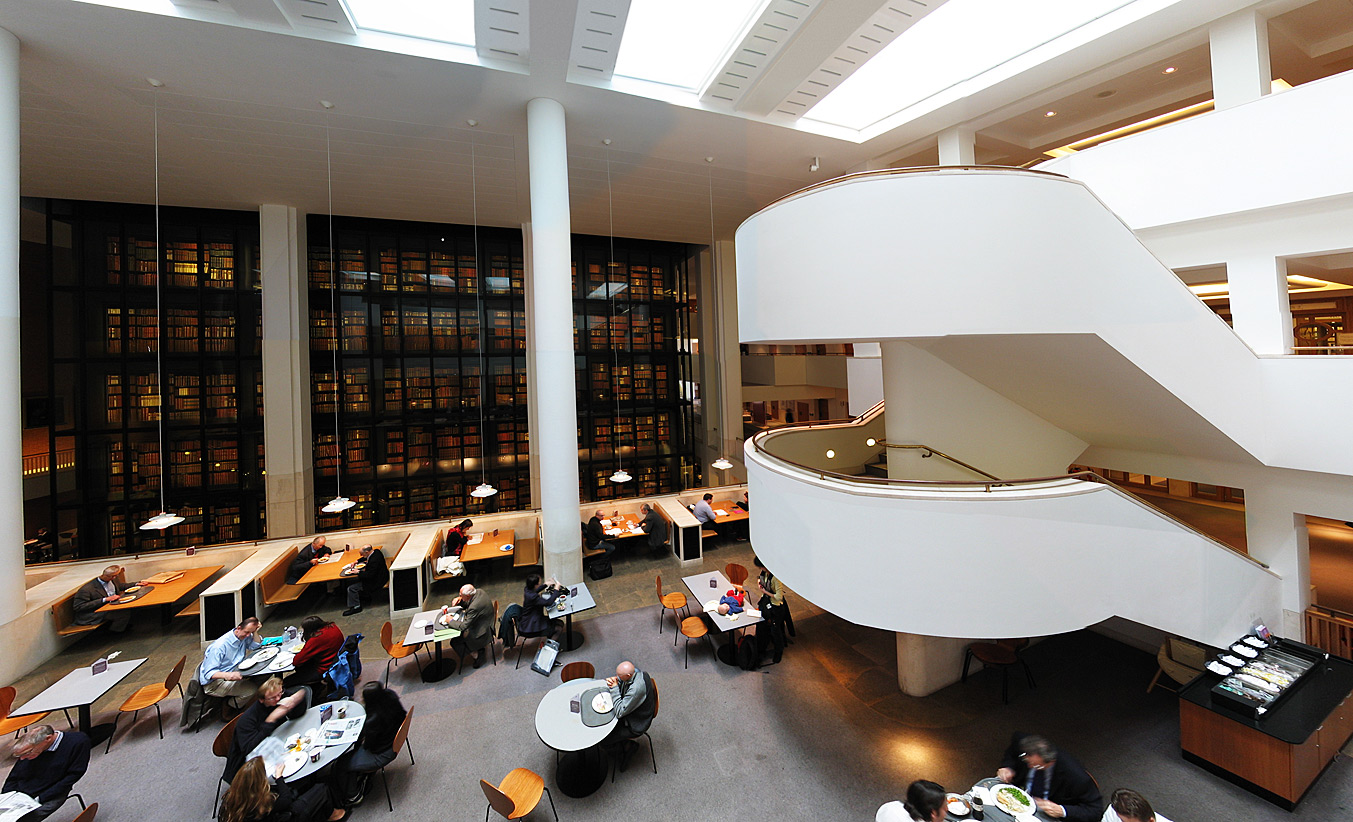
Wnętrze British Library.

Biblioteka prowadzi polską sekcję, która posiada cenny księgozbiór polski.